# Lenn Hjortzberg
Lenn Hjortzberg, född Nils Lennart Hjortsberg 28 september 1919 i Karlskrona, död 2 januari 1975 i Stockholm, var en svensk skådespelare och regiassistent.
Hjortzberg debuterade som skådespelade 1942 i Weyler Hildebrands Löjtnantshjärtan och kom att göra sammanlagt åtta roller 1942–1968. På 1960-talet var han regiassistent i flera av Ingmar Bergmans filmer.

## Filmografi
Roller
- 1942 – Löjtnantshjärtan
- 1943 – Hans Majestäts rival
- 1944 – Mitt folk är icke ditt
- 1945 – I som här inträden
- 1945 – Trav, hopp och kärlek
- 1960 – Djävulens öga
- 1961 – Svenska Floyd
- 1968 – Vargtimmen

Regiassistent
- 1960 – Jungfrukällan
- 1960 – Djävulens öga
- 1961 – Såsom i en spegel
- 1963 – Tystnaden
- 1963 – Nattvardsgästerna
- 1964 – För att inte tala om alla dessa kvinnor
- 1966 – Persona
- 1968 – Vargtimmen

## Teater

### Roller (ej komplett)
| År   | Roll             | Produktion                                                       | Regi             | Teater            |
| ---- | ---------------- | ---------------------------------------------------------------- | ---------------- | ----------------- |
| 1945 |                  | Cyrano de Bergerac Edmond Rostand                                | Sandro Malmquist | Malmö stadsteater |
| 1945 |                  | Vi äro ga-skåningar alla/Lysistrate Aristofanes och Karl Gerhard | Sandro Malmquist | Malmö stadsteater |
| 1946 |                  | Lyckan kommer Alf Henrikson                                      | Sam Besekow      | Malmö stadsteater |
| 1947 |                  | Mot gryningen Maxwell Anderson                                   | Sandro Malmquist | Malmö stadsteater |
| 1947 |                  | Cirkus Sanger Margaret Kennedy och Basil Dean                    | Sandro Malmquist | Malmö stadsteater |
| 1947 |                  | Två skälmar i paradiset Gaston-Marie Martens och André Obey      | Svend Gade       | Malmö stadsteater |
| 1948 |                  | Lycko-Pers resa August Strindberg                                | Gösta Folke      | Malmö stadsteater |
| 1955 | Gubben på jeepen | Tehuset Augustimånen John Patrick                                | Ingmar Bergman   | Malmö stadsteater |
| 1955 |                  | Vår egen ö Leck Fischer                                          | Eva Sköld        | Malmö stadsteater |
| 1956 |                  | Hjälte mot sin vilja Ira Levin efter en roman av Mac Hyman       | Yngve Nordwall   | Malmö stadsteater |
| 1956 | Lacey            | Katt på hett plåttak Tennessee Williams                          | Ingmar Bergman   | Malmö stadsteater |
| 1956 | Dvärgen          | Erik XIV August Strindberg                                       | Ingmar Bergman   | Malmö stadsteater |
| 1957 | Halta Glytten    | Peer Gynt Henrik Ibsen                                           | Ingmar Bergman   | Malmö stadsteater |
| 1957 |                  | Underbara människor William Saroyan                              | Yngve Nordwall   | Malmö stadsteater |
| 1957 |                  | Petters resa till månen Gerdt von Bassewitz                      | Lennart Olsson   | Malmö stadsteater |
| 1957 | Basque           | Misantropen Molière                                              | Ingmar Bergman   | Malmö stadsteater |
| 1958 |                  | Månfåglarna Marcel Aymé                                          | Yngve Nordwall   | Malmö stadsteater |
| 1958 | Hinrik i Backa   | Värmlänningarna Fredrik August Dahlgren och Andreas Randel       | Ingmar Bergman   | Malmö stadsteater |
| 1963 | Goebbels         | Svejk i andra världskriget Bertolt Brecht                        | Alf Sjöberg      | Dramaten          |
| 1964 | Medverkande      | Å vilket härligt krig Charles Chilton                            | Jackie Söderman  | Dramaten          |
| 1965 | La Violette      | Don Juan Molière                                                 | Ingmar Bergman   | Dramaten          |
| 1965 | Medverkande      | Yvonne, prinsessa av Bourgogne Witold Gombrowicz                 | Alf Sjöberg      | Dramaten          |